# Безверхово (Московская область)
Безверхово — деревня в Московской области России. Входит в городской округ Солнечногорск. Население — 8 чел. (2010).

## География
Деревня Безверхово расположена на севере Московской области, в восточной части округа, рядом с Московским малым кольцом А107, у истоков небольшой, впадающей в Клязьму реки Чернавки, примерно в 18 км к юго-востоку от центра города Солнечногорска, в 28 км к северо-западу от Московской кольцевой автодороги.
К деревне приписано 5 садоводческих некоммерческих товариществ. Связана автобусным сообщением с городом Зеленоградом. Ближайшие населённые пункты — деревни Стародальня и Хоругвино.

## Население
| 1852 | 1859 | 1890 | 1899 | 1926 | 1998 |
| ---- | ---- | ---- | ---- | ---- | ---- |
| 50   | ↗63  | ↗98  | ↘72  | ↗139 | ↘9   |
| 2002 | 2010 |      |      |      |      |
| ↘6   | ↗8   |      |      |      |      |

## История
В «Списке населённых мест» 1862 года Безверхова — владельческая деревня 6-го стана Московского уезда Московской губернии между Санкт-Петербургским шоссе и Рогачёвским трактом, в 45 верстах от губернского города, при речке Безымянке, с 8 дворами и 63 жителями (30 мужчин, 33 женщины).
По данным на 1890 год — деревня Дурыкинской волости Московского уезда с 98 душами населения. В 1899 году — 72 жителя.
В 1913 году — 19 дворов, 2 чайных лавки, 3 кукольно-медных кустарных заведения.
По материалам Всесоюзной переписи населения 1926 года — деревня Стародальневского сельсовета Бедняковской волости Московского уезда в 2,5 км от Стародальневского шоссе и в 14 км от станции Поворово Октябрьской железной дороги, проживало 139 жителей (56 мужчин, 83 женщины), насчитывалось 27 крестьянских хозяйств.
С 1929 года — населённый пункт в составе Сходненского района Московского округа Московской области. Постановлением ЦИК и СНК от 23 июля 1930 года округа как административно-территориальные единицы были ликвидированы.
1929—1932 гг. — деревня Стародальневского сельсовета Сходненского района.
1932—1954 гг. — деревня Стародальневского сельсовета Солнечногорского района.
1954—1957 гг. — деревня Литвиновского сельсовета Солнечногорского района.
1957—1959 гг. — деревня Литвиновского сельсовета Химкинского района.
1959—1960 гг. — деревня Кировского сельсовета Химкинского района.
1960—1963, 1965—1994 гг. — деревня Кировского сельсовета Солнечногорского района.
1963—1965 гг. — деревня Кировского сельсовета Солнечногорского укрупнённого сельского района.
В 1994 году Московской областной думой было утверждено положение о местном самоуправлении в Московской области, сельские советы как административно-территориальные единицы были преобразованы в сельские округа.
С 1994 до 2006 гг. деревня входила в Кировский сельский округ Солнечногорского района.
С 2005 до 2019 гг. деревня включалась в Пешковское сельское поселение Солнечногорского муниципального района.
С 2019 года деревня входит в городской округ Солнечногорск, в рамках администрации которого относится с территориальному управлению Пешковское.